# Big Lake, Alberta
Big Lake är en sjö i Kanada.   Den ligger i provinsen Alberta, i den centrala delen av landet, 2 900 km väster om huvudstaden Ottawa. Big Lake ligger 647 meter över havet. Arean är 14,3 kvadratkilometer. Den sträcker sig 5,0 kilometer i nord-sydlig riktning, och 8,5 kilometer i öst-västlig riktning.
Följande samhällen ligger vid Big Lake:
- St. Albert (57 719 invånare)

Trakten runt Big Lake består till största delen av jordbruksmark. Runt Big Lake är det mycket tätbefolkat, med 1 056 invånare per kvadratkilometer.